# Calathea micans
Calathea micans är en strimbladsväxtart som först beskrevs av Louis Mathieu, och fick sitt nu gällande namn av Friedrich August Körnicke. Calathea micans ingår i släktet Calathea och familjen strimbladsväxter. Inga underarter finns listade.